# La Mothe-Saint-Héray
La Mothe-Saint-Héray is een gemeente in het Franse departement Deux-Sèvres (regio Nouvelle-Aquitaine) en telt 1792 inwoners (2005). De plaats maakt deel uit van het arrondissement Niort.

## Geografie
De oppervlakte van La Mothe-Saint-Héray bedraagt 15,0 km², de bevolkingsdichtheid is 119,5 inwoners per km².

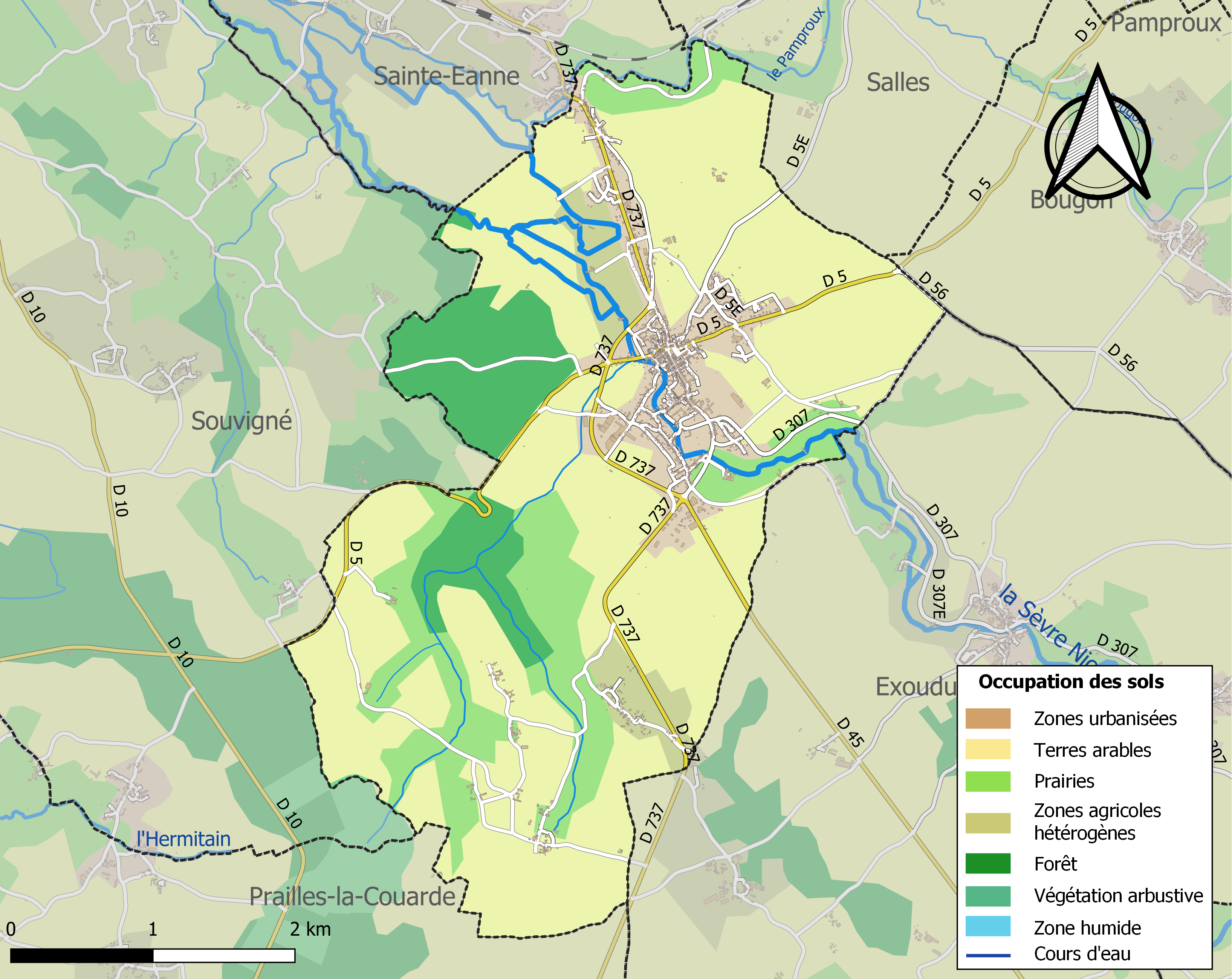
Kaart van de gemeente met de belangrijkste infrastructuur, bodemgebruik en omliggende gemeenten

## Verkeer
De spoorweghalte La Mothe-Saint-Héray ligt net over de gemeentegrens in de aanpalende gemeente Sainte-Eanne.

## Demografie
Onderstaande figuur toont het verloop van het inwonertal (bron: INSEE-tellingen).